# Santa María de la Isla
Santa María de la Isla é um município da Espanha na província de León, comunidade autónoma de Castela e Leão, de área 12,81 km² com população de 639 habitantes (2004) e densidade populacional de 49,88 hab/km².

## Demografia
| Variação demográfica do município entre 1991 e 2004 | Variação demográfica do município entre 1991 e 2004 | Variação demográfica do município entre 1991 e 2004 | Variação demográfica do município entre 1991 e 2004 |
| --------------------------------------------------- | --------------------------------------------------- | --------------------------------------------------- | --------------------------------------------------- |
| 1991                                                | 1996                                                | 2001                                                | 2004                                                |
| 813                                                 | 746                                                 | 670                                                 | 639                                                 |